# عين مريم
عين مريم إحدى قرى الجمهورية التونسية، تقع في ولاية بنزرت.

### مواضيع ذات علاقة
- ولاية بنزرت.

1. ↑  "المناطق الترابية (العمادات) حسب الولايات والمعتمديات". اطلع عليه بتاريخ 2024-11-30.